# Renato Bracci
Renato Bracci (Livorno, 8 de septiembre de 1904-Livorno, 2 de marzo de 1975) fue un deportista italiano que compitió en remo.
Participó en los Juegos Olímpicos de Los Ángeles 1932, obteniendo una medalla de plata en la prueba de ocho con timonel. Ganó dos medallas de plata en el Campeonato Europeo de Remo, en los años 1931 y 1933.

## Palmarés internacional
| Juegos Olímpicos   | Juegos Olímpicos             | Juegos Olímpicos | Juegos Olímpicos |
| Año                | Lugar                        | Medalla          | Prueba           |
| ------------------ | ---------------------------- | ---------------- | ---------------- |
| 1932               | Los Ángeles (Estados Unidos) | Medalla de plata | Ocho con timonel |
| Campeonato Europeo |                              |                  |                  |
| Año                | Lugar                        | Medalla          | Prueba           |
| 1931               | París (Francia)              | Medalla de plata | Ocho con timonel |
| 1933               | Budapest (Hungría)           | Medalla de plata | Ocho con timonel |